# Stepanos Bedros X Azarian
Stepanos Bedros X Azarian (Armeens: Ստեփանոս Պետրոս Ժ. Ազարեան) (Constantinopel, 31 december 1826 – Constantinopel, 1 mei 1899) was een katholikos-patriarch van de Armeens-Katholieke Kerk.
Stepanos Azarian werd op 14 augustus 1877 benoemd tot patriarchaal vicaris van het patriarchaat van Cilicië en tot titulair aartsbisschop van Nicosia; zijn bisschopswijding vond plaats op 23 september 1877.
Azarian werd op 6 juli 1881 door de synode van de Armeens-katholieke Kerk gekozen tot katholikos-patriarch van Cilicië van de Armeniërs als opvolger van Andon Bedros IX Hassunian die in juni 1881 met emeritaat was gegaan. Azarian nam daarop de naam Stepanos Bedros X Azarian aan. Zijn benoeming werd op 4 augustus 1881 bevestigd door paus Leo XIII. De zetel van het patriarchaat was gevestigd in Constantinopel.